# Triple Gold Club

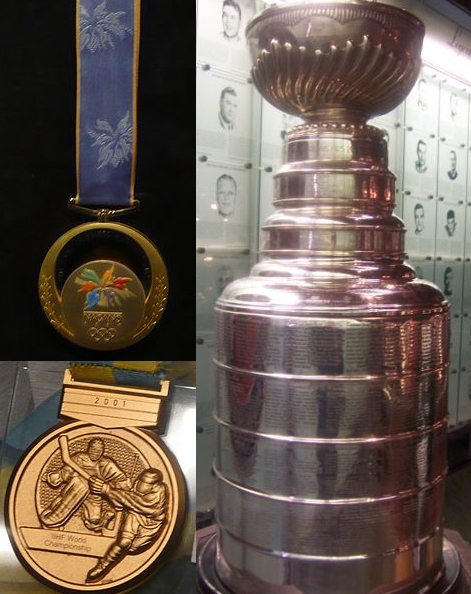
Tři trofeje: Zlaté medaile z MS a OH a Stanley Cup.

Triple Gold Club, česky také Trojkoruna, je označení pro prestižní skupinu hráčů, kteří dokázali vyhrát všechny tři významné kolektivní trofeje v ledním hokeji, které lze získat v pravidelně se opakujících soutěžích, jimiž jsou mistrovství světa, zimní olympijské hry a Stanley Cup, označované také jako zlatá trojkoruna.
Uspět ve všech třech soutěžích bylo pro jednotlivce dlouhou dobu nemyslitelné. Kanada a USA dlouhou dobu nemohly do klání o mistrovský titul a olympijský vavřín vysílat své nejlepší hráče z NHL, protože to byli profesionálové. Nejlepší hráči se svými týmy navíc často postupovali do závěrečných bojů o Stanley Cup, který se čím dál více časově překrýval s mistrovstvím světa. Evropští hokejisté na druhou stranu dlouhou dobu měli velmi obtížný přístup do NHL, což platilo obzvláště pro hráče z tehdy socialistických hokejových velmocí.

## Časový sled
Prvními hokejisty, kteří dokázali uspět na všech třech frontách, byli v roce 1994 Švédové Tomas Jonsson, Mats Näslund a Håkan Loob, když společně po zisku titulu mistra světa v roce 1991 oslavili i olympijské vítězství v Lillehameru. Stanley Cup před tím v 80. letech každý z nich dobyl v jiném klubu.
V roce 1996 švédské trio doplnil Peter Forsberg. Společně s ním třetí trofej v podobě Stanley Cupu v dresu Colorada získali i první Rusové Valerij Kamenskij a Alexej Gusarov. Ani ti nezůstali dlouho osamoceni, protože je v roce 1997 po zisku Stanley Cupu v Detroitu doplnili Vjačeslav Fetisov a Igor Larionov. Jejich dosavadní primát je v tom, že společně s Peterem Forsbergem získali zatím jako jediní každou trofej alespoň dvakrát. Převahu Rusů pak v roce 2000 potvrdili Alexandr Mogilnyj a Vladimir Malachov, kteří svoji sbírku zkompletovali ziskem Stanley Cupu s New Jersey.
Zatímco mnoha ruským hráčům z pochopitelných důvodů dlouho chyběl Stanley Cup, kanadští hráči museli čekat na úspěch na olympijských hrách. V roce 2002 v Salt Lake city se dočkali obránce Rob Blake a útočníci Joe Sakic a Brendan Shanahan. Po mistrovství světa 2004 v Praze je doplnil obránce Scott Niedermayer.
Prvními českými členy této úzké skupiny hráčů se po mistrovství světa ve Vídni 2005 stali útočník Jaromír Jágr a obránce Jiří Šlégr.
V roce 2006 vyhráli olympijský hokejový turnaj Švédové, mezi nimiž získali třetí potřebnou trofej do sbírky obránce Nicklas Lidström a útočník Fredrik Modin. Na prvního člena v brankářské výstroji ale klub čeká i nadále.
V roce 2010 se do této vybrané skupiny přidal další Kanaďan, Eric Staal, který po vítězství na MS 2007 a zisku Stanley cupu z roku 2006 přidal i olympijské zlato z Vancouveru.
Prvním trenérem v Triple gold Clubu se triumfem na ZOH ve Vancouveru stal Mike Babcock, který předtím vyhrál s kanadským výběrem také MS 2004 a v roce 2008 Stanley cup s Detroit Red Wings.
V 22 letech a 42 dnech se stal členem i Kanaďan Jonathan Toews – mistr světa z roku 2007 dokázal v roce 2010 s Kanadou vybojovat zlatou medaili ve Vancouveru i dovést jako kapitán Chicago Blackhawks ke Stanley Cupu.
V roce 2015 na MS v Praze vstoupil mezi elitu Sidney Crosby. Jako první získal všechny tři jako kapitán všech tří mužstev.
Zatím posledním hráčem v klubu je Valtteri Filppula, který je také prvním Finem v klubu. V roce 2022 získal s Finskem double (ZOH i MS), Stanley Cup vyhrál už v roce 2008 s Detroitem.

## Zlatá trojkoruna – historický přehled
- Tučně jsou uvedeni aktivní hráči.
- Pořadí dle data získání Triple Gold Cupu, pokud stejné, dle data získání předchozích dvou či jedné trofeje, poté dle abecedy.

| Poř.                                                 | Hráč              | Stát    | Datum vstupu do klubu | Zlato na MS                                                                              | Zlato na OH                      | Stanley Cup                                            |
| ---------------------------------------------------- | ----------------- | ------- | --------------------- | ---------------------------------------------------------------------------------------- | -------------------------------- | ------------------------------------------------------ |
| 1.                                                   | Tomas Jonsson     | Švédsko | 27. 2. 1994           | 1987 Rakousko, 1991 Finsko                                                               | 1994 (Lillehammer)               | 1982, 1983 New York Islanders                          |
| 2.                                                   | Mats Näslund      | Švédsko | 27. 2. 1994           | 1991 Finsko                                                                              | 1994 (Lillehammer)               | 1986 Montreal Canadiens                                |
| 3.                                                   | Håkan Loob        | Švédsko | 27. 2. 1994           | 1987 Rakousko, 1991 Finsko                                                               | 1994 (Lillehammer)               | 1989 Calgary Flames                                    |
| 4.                                                   | Alexej Gusarov    | Rusko   | 10. 6. 1996           | 1989 Švédsko, 1990 Švýcarsko                                                             | 1988 (Calgary)                   | 1996 Colorado Avalanche                                |
| 5.                                                   | Valerij Kamenskij | Rusko   | 10. 6. 1996           | 1986 SSSR, 1990 Švýcarsko                                                                | 1988 (Calgary)                   | 1996 Colorado Avalanche                                |
| 6.                                                   | Peter Forsberg    | Švédsko | 10. 6. 1996           | 1992 ČSFR, 1998 Švýcarsko                                                                | 1994 (Lillehammer), 2006 (Turín) | 1996, 2001 Colorado Avalanche                          |
| 7.                                                   | Vjačeslav Fetisov | Rusko   | 7. 6. 1997            | 1978 ČSSR, 1981 Švédsko , 1982 Finsko, 1983 NSR, 1986 SSSR, 1989 Švédsko, 1990 Švýcarsko | 1984 (Sarajevo), 1988 (Calgary)  | 1997, 1998 Detroit Red Wings                           |
| 8.                                                   | Igor Larionov     | Rusko   | 7. 6. 1997            | 1982 Finsko, 1983 NSR, 1986 SSSR, 1989 Švédsko                                           | 1984 (Sarajevo), 1988 (Calgary)  | 1997, 1998, 2002 Detroit Red Wings                     |
| 9.                                                   | Alexandr Mogilnyj | Rusko   | 10. 6. 2000           | 1989 Švédsko                                                                             | 1988 (Calgary)                   | 2000 New Jersey Devils                                 |
| 10.                                                  | Vladimir Malachov | Rusko   | 10. 6. 2000           | 1990 Švýcarsko                                                                           | 1992 (Albertville)               | 2000 New Jersey Devils                                 |
| 11.                                                  | Joe Sakic         | Kanada  | 24. 2. 2002           | 1994 Itálie                                                                              | 2002 (Salt Lake City)            | 1996, 2001 Colorado Avalanche                          |
| 12.                                                  | Brendan Shanahan  | Kanada  | 24. 2. 2002           | 1994 Itálie                                                                              | 2002 (Salt Lake City)            | 1997, 1998, 2002 Detroit Red Wings                     |
| 13.                                                  | Rob Blake         | Kanada  | 24. 2. 2002           | 1994 Itálie , 1997 Finsko                                                                | 2002 (Salt Lake City)            | 2001 Colorado Avalanche                                |
| 14.                                                  | Scott Niedermayer | Kanada  | 9. 5. 2004            | 2004 Česko                                                                               | 2002 (Salt Lake City)            | 1995, 2000, 2003 New Jersey Devils, 2007 Anaheim Ducks |
| 15.                                                  | Jaromír Jágr      | Česko   | 15. 5. 2005           | 2005 Rakousko, 2010 Německo                                                              | 1998 (Nagano)                    | 1991, 1992 Pittsburgh Penguins                         |
| 16.                                                  | Jiří Šlégr        | Česko   | 15. 5. 2005           | 2005 Rakousko                                                                            | 1998 (Nagano)                    | 2002 Detroit Red Wings                                 |
| 17.                                                  | Nicklas Lidström  | Švédsko | 26. 2. 2006           | 1991 Finsko                                                                              | 2006 (Turín)                     | 1997, 1998, 2002, 2008 Detroit Red Wings               |
| 18.                                                  | Fredrik Modin     | Švédsko | 26. 2. 2006           | 1998 Švýcarsko                                                                           | 2006 (Turín)                     | 2004 Tampa Bay Lightning                               |
| 19.                                                  | Chris Pronger     | Kanada  | 6. 6. 2007            | 1997 Finsko                                                                              | 2002 (Salt Lake City)            | 2007 Anaheim Ducks                                     |
| 20.                                                  | Niklas Kronwall   | Švédsko | 4. 6. 2008            | 2006 Lotyšsko                                                                            | 2006 (Turín)                     | 2008 Detroit Red Wings                                 |
| 21.                                                  | Mikael Samuelsson | Švédsko | 4. 6. 2008            | 2006 Lotyšsko                                                                            | 2006 (Turín)                     | 2008 Detroit Red Wings                                 |
| 22.                                                  | Henrik Zetterberg | Švédsko | 4. 6. 2008            | 2006 Lotyšsko                                                                            | 2006 (Turín)                     | 2008 Detroit Red Wings                                 |
| 23.                                                  | Eric Staal        | Kanada  | 28. 2. 2010           | 2007 Rusko                                                                               | 2010 (Vancouver)                 | 2006 Carolina Hurricanes                               |
| 24.                                                  | Jonathan Toews    | Kanada  | 9. 6. 2010            | 2007 Rusko                                                                               | 2010 (Vancouver), 2014 (Soči)    | 2010, 2013 Chicago Blackhawks                          |
| 25.                                                  | Patrice Bergeron  | Kanada  | 15. 6. 2011           | 2004 Česko                                                                               | 2010 (Vancouver), 2014 (Soči)    | 2011 Boston Bruins                                     |
| 26.                                                  | Sidney Crosby     | Kanada  | 17. 5. 2015           | 2015 Česko                                                                               | 2010 (Vancouver), 2014 (Soči)    | 2009, 2016, 2017 Pittsburgh Penguins                   |
| 27.                                                  | Corey Perry       | Kanada  | 22. 5. 2016           | 2016 Rusko                                                                               | 2010 (Vancouver), 2014 (Soči)    | 2007 Anaheim Ducks                                     |
| 28.                                                  | Pavel Dacjuk      | Rusko   | 25. 2. 2018           | 2012 Švédsko a Finsko                                                                    | 2018 (Pchjongčchang)             | 2002, 2008 Detroit Red Wings                           |
| 29.                                                  | Jay Bouwmeester   | Kanada  | 12. 6. 2019           | 2003 Finsko, 2004 Česko                                                                  | 2014 (Soči)                      | 2019 St. Louis Blues                                   |
| 30.                                                  | Valtteri Filppula | Finsko  | 29. 5. 2022           | 2022 Finsko                                                                              | 2022 (Peking)                    | 2008 Detroit Red Wings                                 |
| Trenéři (všechny trofeje získal coby trenér mužstva) |                   |         |                       |                                                                                          |                                  |                                                        |
| 1.                                                   | Michael Babcock   | Kanada  | 28. 2. 2010           | 2004 Česko                                                                               | 2010 (Vancouver), 2014 (Soči)    | 2008 Detroit Red Wings                                 |

### Triple Gold Cup dle států
Státy seřazeny dle data prvního člena.
| Stát    | Počet | Datum prvního člena | První člen            |
| ------- | ----- | ------------------- | --------------------- |
| Švédsko | 9     | 27. 2. 1994         | 1. Tomas Jonsson      |
| Rusko   | 7     | 10. 6. 1996         | 4. Alexej Gusarov     |
| Kanada  | 11    | 24. 2. 2002         | 11. Joe Sakic         |
| Česko   | 2     | 15. 5. 2005         | 15. Jaromír Jágr      |
| Finsko  | 1     | 29. 5. 2022         | 30. Valtteri Filppula |

### Další trofeje
Pouze následující hráči z výše uvedených dokázali vyhrát navíc i Kanadský pohár, Světový pohár nebo Mistrovství světa juniorů v ledním hokeji. Kanadský pohár byl nahrazen Světovým pohárem, který se také hraje nepravidelně. Seřazeno dle roku ziskání Kanadského/Světového poháru, MSJ, popř. dle abecedy.
| Hráč              | Stát   | Kanadský pohár | Světový pohár   | MS juniorů         |
| ----------------- | ------ | -------------- | --------------- | ------------------ |
| Vjačeslav Fetisov | SSSR   | KP 1981        |                 | MSJ 1977, MSJ 1978 |
| Igor Larionov     | SSSR   | KP 1981        |                 | MSJ 1979, MSJ 1980 |
| Brendan Shanahan  | Kanada | KP 1991        |                 |                    |
| Joe Sakic         | Kanada |                | SP 2004         | MSJ 1988           |
| Scott Niedermayer | Kanada |                | SP 2004         | MSJ 1991           |
| Alexej Gusarov    | SSSR   |                |                 | MSJ 1984           |
| Valerij Kamenskij | SSSR   |                |                 | MSJ 1986           |
| Alexandr Mogilnyj | SSSR   |                |                 | MSJ 1989           |
| Chris Pronger     | Kanada |                |                 | MSJ 1993           |
| Jay Bouwmeester   | Kanada |                | SP 2004 SP 2016 |                    |
| Patrice Bergeron  | Kanada |                | SP 2016         | MSJ 2005           |
| Sidney Crosby     | Kanada |                | SP 2016         | MSJ 2005           |
| Corey Perry       | Kanada |                | SP 2016         | MSJ 2005           |
| Jonathan Toews    | Kanada |                | SP 2016         | MSJ 2006, MSJ 2007 |